# Субсоларна тачка
Субсоларна тачка је место на површини небеског тела (планете, сателита или астероида) на које сунчеви зраци у зениту падају под правим углом. Уједно то може бити и тачка на површини која је најближа припадајућој звезди. 
Код планета чија ротација је слична земљиној, субсоларна тачка се увек креће у правцу запада и током једног соларног дана обиће целу површину планете. Може да се помера у правцу севера и југа између тропских области. Децембарски солстициј на Земљи настаје када је субсоларна тачка на јужном повратнику, односно код јулског солстиција када је изнад северног повратника. Код мартовског и септембарског еквиноција субсоларна тачка је на екватору. 
Субсоларне тачке се користе код небеског координативног система.